# Synallactes samyni
Synallactes samyni is een zeekomkommer uit de familie Synallactidae.
De wetenschappelijke naam van de soort werd in 2008 gepubliceerd door A.S. Thandar.